# Ямулов, Игнатий Романович
Игна́тий Рома́нович Яму́лов (21 апреля 1928, Мари-Отары, Памъяльская волость, Краснококшайский кантон, Марийская автономная область, РСФСР, СССР — 25 октября 2010, Волжск, Марий Эл, Россия) — старший варщик целлюлозы Марийского целлюлозно-бумажного комбината (1953―1979). Герой Социалистического Труда (1966).

## Биография
Родился 21 апреля 1928 года в деревне Мари-Отары ныне Звениговского района Марий Эл в марийской крестьянской семье.
В 1946 году окончил ремесленное училище № 2 в городе Волжске Марийской АССР. В 1946—1950 годах работал варщиком целлюлозы Марийского целлюлозно-бумажного комбината.
В 1950—1953 годах служил в Советской армии.
В 1953—1979 годах — старший варщик целлюлозы Марийского целлюлозно-бумажного комбината. Его бригада признавалась одной из лучших по отрасли в СССР: ударник девятой пятилетки (1975), победитель соцсоревнования (1974, 1975). В 1979 году вышел на пенсию в статусе пенсионера союзного значения.
В 1963 году был участником второго Всесоюзного совещания передовиков движения «За коммунистический труд». В 1968 году избирался делегатом XIV съезда профсоюзов СССР, а в 1974 году – участником передачи Всесоюзной Ленинской эстафеты бумажников в Центральном музее В. И. Ленина в Москве.
За выдающиеся успехи, достигнутые в выполнении заданий семилетнего плана по развитию лесной, целлюлозно-бумажной и деревообрабатывающей промышленности в 1966 году ему присвоено высокое звание «Герой Социалистического Труда». Награждён орденами Ленина, «Знак Почёта» и медалями, в том числе медалью «За трудовую доблесть», почётными грамотами Президиума Верховного Совета РСФСР и Марийской АССР.
Скончался 25 октября 2010 года в Волжске Марий Эл, где и похоронен.

## Трудовые звания и награды
- Герой Социалистического Труда (17 сентября 1966)[1][2] — за выдающиеся успехи, достигнутые в выполнении заданий семилетнего плана по развитию лесной, целлюлозно-бумажной и деревообрабатывающей промышленности[3]
- Отличник социалистического соревнования РСФСР (1958, 1959)[6]
- Орден Ленина (17.09.1966)[3]
- Орден «Знак Почёта» (29.06.1961)[1][2][3]
- Медаль «За трудовую доблесть» (26.04.1963)[1][2][3]
- Юбилейная медаль «За доблестный труд. В ознаменование 100-летия со дня рождения В. И. Ленина» (1970)[6]
- Медаль «Ветеран труда» (1978)[6]
- Почётная грамота Президиума Верховного Совета РСФСР (1960)[1][2][6]
- Почётная грамота Президиума Верховного Совета Марийской АССР (1965)[1][2][6]

## Память
- С недавнего времени в городе Волжске Марий Эл одна из улиц микрорайона «Машиностроитель» носит имя Героя Социалистического Труда И. Р. Ямулова[8][9].
- 14 февраля 2023 года в г. Волжске Марий Эл на фасаде доме № 9 по улице Чапаева, где жил Герой Социалистического Труда И. Р. Ямулов, установлена мемориальная доска[8][10].
- Фотодокументальные материалы из личного архива Героя Социалистического Труда И. Р. Ямулова ныне хранятся в Волжском краеведческом музее.